# Regaliceratops
Regaliceratops ("Korunní rohatá hlava") byl býložravý ceratopsidní dinosaurus, který žil v době před asi 68 miliony let (geologický stupeň maastricht, pozdní svrchní křída) na západě severoamerického kontinentu. Jeho fosilie byly objeveny v kanadské provincii Albertě.

## Historie objevu

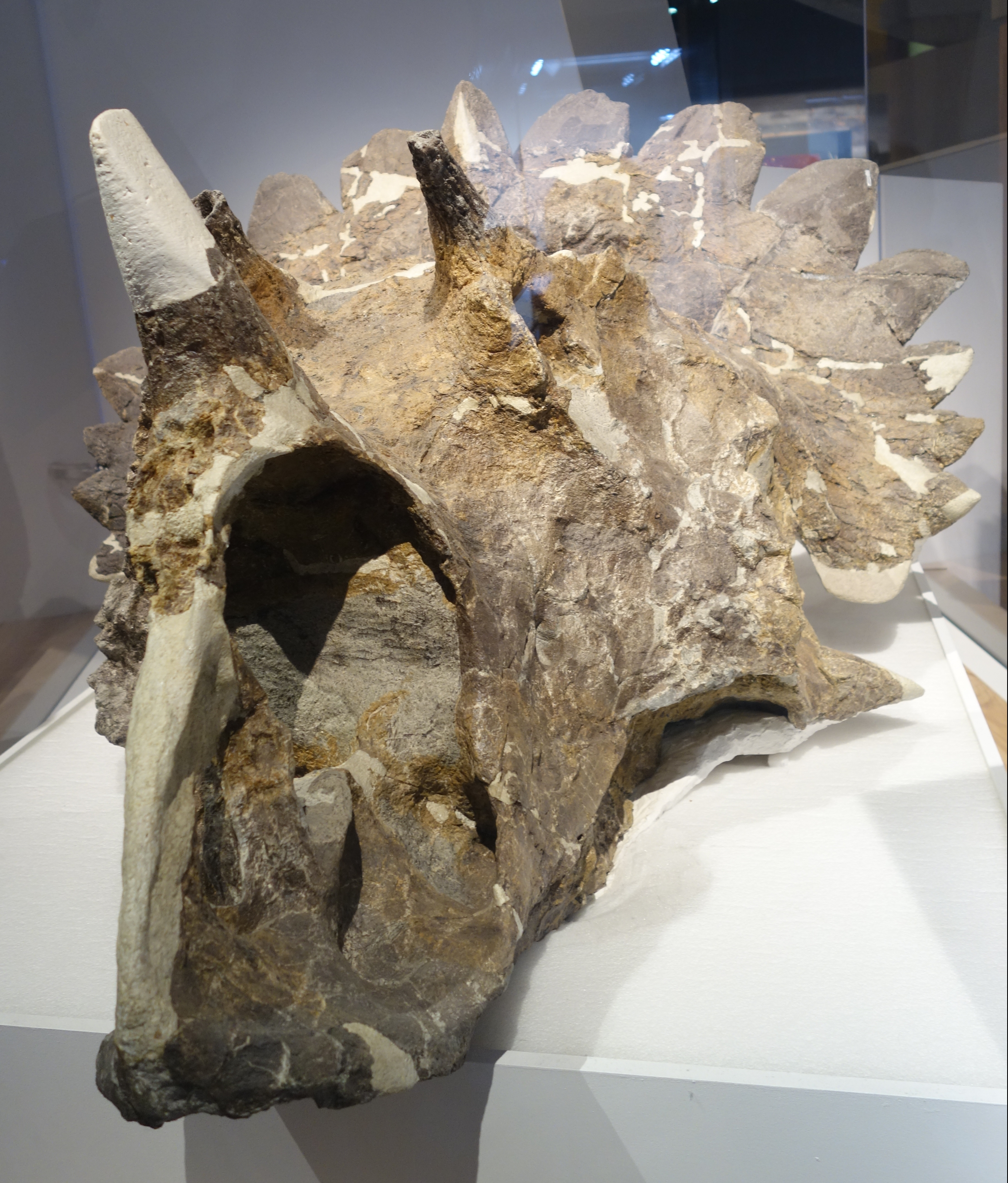
Fosilní lebka regaliceratopse v muzejní expozici.

Roku 2005 narazil geolog Peter Hews na fosilní lebku tohoto dinosaura v sedimentech souvrství St. Mary River u řeky Oldman. Holotyp dostal označení TMP 2005.055.0001 a jedná se o téměř kompletní lebku bez spodní čelisti a rostrální kosti. Fosilii zkoumali vědci z Royal Tyrell Museum a vědecky ji popsali Caleb M. Brown a Donald Henderson roku 2015. Rodové jméno odkazuje k ornamentaci lebky, podobné královské koruně, druhové jméno je poctou nálezci zkameněliny. Dinosaurovi se v médiích dostalo přezdívky "Hellboy" podle známé fiktivní komiksové a filmové postavy. Pravděpodobně šlo o středně velkého ceratopsida s délkou kolem pěti metrů a hmotností zhruba 2 tuny.